# دلبر حکیموا
دلبر حکیموا (زادهٔ ۱۳۳۶ خورشیدی در مسکو) نوازنده پیانو و موسیقی‌دان تاجیک تبار است.

## زندگی هنری
دلبر حکیموا در سال ۱۳۳۶ خورشیدی (۱۹۵۷م) در شهر مسکو روسیه متولد شد. از ۶ سالگی فراگیری ساز «پیانو» را آغاز کرد. در سال ۱۳۵۵ ه‍.ش (۱۹۷۶م) تحصیل در مدرسه مرکزی موسیقی وابسته به کنسرواتوار مسکو را به پایان برد. از جمله استادان وی در این مدرسه می‌توان به پروفسور «آناهیتا سوباتیان» اشاره کرد.
او تحصیلات تکمیلی موسیقی خود را در کنسرواتوار مسکو پی گرفت. در سال ۱۳۶۰ در رشته نوازندگی، رهبری و تدریس پیانو فارغ‌التحصیل شد و ۲ سال بعد در سال ۱۳۶۲ مدرک «آسپیرانتورا» (بالاترین مدرک هنری شوروی سابق) را با نظارت پروفسور «ساموئل آلومیان» دریافت نمود.
او از سال ۱۳۶۳ تا ۱۳۷۳ (۱۹۸۴ تا ۱۹۹۴م) در دانشکده موسیقی دانشگاه هنرهای زیبای تاجیکستان به عنوان استادیار و دانشیار به تدریس موسیقی مشغول بود. وی همچنین در آن هنگام با مرکز تعلیم موسیقی وزارت فرهنگ تاجیکستان و تئاتر باله و اُپرای تاجیکستان همکاری داشت.
او از سال ۱۳۷۶ ساکن ایران شد و از آن زمان تا سال ۱۳۸۸ به تدریس پیانو در ایران پرداخت. در سال ۱۳۸۸ به تاجیکستان بازگشت. وی در حال حاضر ساکن تاجیکستان و پروفسور افتخاری کنسرواتوار ملی این کشور می‌باشد و نوازندگان ایرانی از طریق کارگاه‌های آموزشی که سالانه در ایران برگزار می‌شود از آموزش‌های وی بهره‌مند می‌گردند.

## آثار و فعالیت‌های هنری
از جمله فعالیت‌های هنری و آثار دلبر حکیموا به موارد زیر می‌توان اشاره نمود:
- تدریس در دانشگاه دوشنبه تاجیکستان
- همکاری با مرکز تعلیم موسیقی وزارت فرهنگ تاجیکستان
- همکاری با تئاتر باله و اُپرای تاجیکستان
- همکاری با ارکستر سمفونیک رادیو تلویزیون مسکو
- تدریس در دانشگاه آزاد اسلامی
- تدریس در دانشگاه تهران
- تدریس در دانشگاه هنر تهران
- عضو هیئت داوران نخستین جشنواره موسیقی دانشجویان کشور ۱۳۷۷
- اجرای کنسرت‌های مختلف در کشورهایی نظیر: روسیه، ازبکستان، تاجیکستان، قرقیزستان، قزاقستان، فنلاند، نروژ، جمهوری چک و ایران

آلبوم
- آلبوم موسیقی «گر بنگری به سویم» به آهنگسازی «فوزیه مجد» ۱۳۸۲
- آلبوم موسیقی «رسیتال پیانو» آثاری از: «امین‌الله حسین»، «آزاد حکیم رابط»، و «کومیتاس وارتابد» ۱۳۸۵
- آلبوم موسیقی «اتودهای چرنی - اپوس ۵۹۹» ۱۳۸۵
- آلبوم موسیقی «آرزو» به همراه آواز «مسعود فصیحی» ۱۳۹۶

کتاب
- ترجمه کتاب «آنا ماگدالنا» یوهان سباستین باخ به همراه «میربابا میررحیم» انتشارات ماهور[۴]
- ترجمه کتاب «گام و آرپژ برای پیانو» شیرینسکایا به همراه «میربابا میررحیم» انتشارات چنگ[۵]
- ترجمه کتاب «نخستین دیدار با موسیقی» دانیلوونا آرتابالیوسکایا به همراه «میربابا میررحیم» انتشارات گیسا[۶]
- تألیف کتاب «سلفژ مقدماتی یک صدایی» جلد ۱ و ۲ به همراه رومینا بهنوش، گ. فریدکین، جمال‌الدین اکرمی، مسعود کلانتری، ب. کالمیکوف - انتشارات ماهور[۷][۸]